# 五軒家憲次
五軒家 憲次（ごけんや けんじ、1938年7月10日 - ）は、日本の政治家。徳島県海陽町長（2期）。全国町村会副会長・徳島県町村会会長を歴任。

## 経歴
旧海南町職員、企画室長、助役などを経て1991年に海南町の町長に初当選。4期目の途中である2006年5月に合併に伴う海陽町長選挙で当選。同年6月から2014年5月23日まで阿佐海岸鉄道社長を務めた。
2007年6月に徳島県町村会会長に就任。同年7月27日に全国町村会の副会長に寺島光一郎・近藤徳光らと共に就任。2014年3月10日、海陽町議会本議会で今期限りの引退を表明した。
2016年の春の叙勲で旭日小綬章を受章。

## 受賞
- 2016年 - 旭日小綬章

## 論文
- 『市民参加による防災まちづくり』（2003年、土木学会誌）